# Cine de Paraguay
La primera proyección de cine llegó a Paraguay el 2 de junio de 1900. El primer largometraje de producción íntegramente paraguaya fue Cerro Corá (1978). Entre sus principales éxitos se encuentran Hamaca paraguaya, El tiempo nublado, Cuchillo de palo, 7 cajas, La Redención, Latas vacías, Costa Dulce, Ejercicios de memoria, Los Buscadores, Las herederas, Leal, solo hay una forma de vivir.

## Historia

### Introducción del cine al país
En su libro The Livingstone of South America (1933), el misionero y lingüista Richard James Hunt (1874-1938) describe el impacto en los indígenas Enxet, en 1895, de la primera vez que el misionero escocés Wilfred Barbrooke Grubb empleó la linterna mágica (aparato óptico, precursor del cinematógrafo). A partir de entonces, se usaba en todos los servicios religiosos dominicales en la estación misionera Riacho Fernández, a 48 kilómetros al norte de Concepción, sobre el margen del Río Paraguay.
El cine desembarcó en Paraguay con las primeras Vistas de Actualidad, en el Teatro Nacional (luego Municipal) de Asunción, en junio de 1900 (apenas 5 años después de las primeras proyecciones del mundo en París, Francia). Las primeras filmaciones en Paraguay las hizo el argentino Ernesto Gunche en 1905, según narra el realizador Manuel Cuenca en Historia de cine paraguayo.
El primer paraguayo en grabar un cortometraje fue Hipólito Carrón, con Alma paraguaya, de 10 minutos de duración, que realizó en 1925, durante la peregrinación a Caacupé. Otros pioneros fueron su cuñado Guillermo Quell y su hijo Agustín Carrón Quell.
En 1932, el fotógrafo argentino Roque Funes grabó el primer largometraje documental en Paraguay, titulado En el infierno del Chaco, que además fue la primera película hecha en Paraguay en implementar una banda de efectos sonoros y ruidos ambientales. Dado por perdido durante décadas, el cineasta paraguayo Hugo Gamarra consiguió que este documental se reestrene en Buenos Aires en diciembre de 2008, y al año siguiente en Asunción.
En 1937 se filmó la primera película argumental Paraguay, tierra de promisión, una coproducción paraguayo-argentina, en 35 milímetros, con sonido, dirigida por el alemán James Bauer, con guion y música del compositor paraguayo Remberto Giménez; cuyo rodaje no llegó a culminarse.
En 1947, Juan Max Boettner realiza la primera filmación a color Auto nuevo, en la ciudad de Caacupé. El conocido médico, compositor y musicólogo, realizó numerosas filmaciones en blanco y negro a partir de 1939, y desde 1947, a todo color. Boettner produjo diversas documentales hasta 1952 y uno de sus materiales más importantes fue la primera filmación paraguaya de una operación, en 1947.

### Primeras coproducciones
En 1954 se realiza la oficialmente primera coproducción de Argentina y Paraguay: Codicia, dirigida por el italiano Catrano Catrani. Con El trueno entre las hojas (1958), del argentino Armando Bó, se inician una serie de coproducciones entre Argentina y Paraguay, con actores, técnicos, música y guiones paraguayos, filmados en Paraguay, pero con producción mayoritaria de Argentina, como: La sangre y la semilla (1959) y En la vía (1959, inédita), ambas de Alberto Du Bois; La burrerita de Ypacaraí (1962), de Armando Bó; así como películas argentinas, con participación paraguaya, como Sabaleros (1959) e India (1960), de Armando Bó; o La sed (1961), de Lucas Demare, coproducción de España y Argentina.
Más recientemente se dieron coproducciones con Paraguay, siendo las películas de nacionalidad argentina prioritaria, como: Chokokue. Trabajo, organización y lucha (2008, documental), de Guillermo Kohen y Miriam Paz; Detrás del sol, más cielo (2007), de Gastón Gularte; Cándido López – Los campos de batalla (2005, documental), de José Luis García; y Estudio para una siesta paraguaya (2003), de Lía Dansker. O Las acacias (2011), de Pablo Giorgelli, coproducciónde Argentina y España, con participación paraguaya.
En 1962, la coproducción de Italia y Francia Le Rat d'Amérique, dirigida por Jean-Gabriel Albicocco y protagonizada por el cantante Charles Aznavour, filma algunas tomas en Paraguay. Lo mismo ocurriría con Desencuentros (1992), producción de Suiza, dirigida por Leandro Manfrini.
También con Brasil se dieron varias coproducciones, entre ellas O Amante de Minha Mulher (1978), del italiano Alberto Pieralisi; O Último Cão de Guerra (1979), de Tony Vieira; A Cafetina de Meninas Virgens (1981; conocida en Paraguay como Kapanga), de Agenor Alves y Guillermo Vera Díaz; y O Amigo Dunor (2005), de José Eduardo Alcázar, cineasta brasileño radicado en Asunción, que es autor de otras producciones como Reencuentro (1982, mediometraje), US/Nosotros (2007), Quiero que leas Pantagruel (2009), Nocturno de Bachelard (2010), El Cine Posible (2010).

### El primer largometraje nacional
Entre 1955 y 1962, Paraguay se registró en coproducción con Argentina en cinco importantes películas, incluyendo El trueno entre las hojas (1958) y La sangre y la semilla (1959), dos de los 17 guiones que el laureado escritor paraguayo Augusto Roa Bastos aportó al cine argentino.
Tras una serie de cortos documentales institucionales, y destacadas realizaciones experimentales, como el mediometraje de 40 minutos El pueblo (1969), de Carlos Saguier; en 1978 se estrena el primer largometraje de producción íntegramente paraguaya, con aporte gubernamental y en 35 milímetros: Cerro Corá, una ficción de corte histórica dirigida por Guillermo Vera Díaz, que fuera también el primer gran éxito nacional de taquilla, aunque sin registros específicos de cifras. Reestrenada en 2002, hubo estimaciones que le acreditaban unos cien mil espectadores.
Pasaría una década antes del siguiente largometraje, tramo en que se realizaron varios cortos documentales y de ficción, coincidiendo con la llegada de la primera cámara de VHS en los años 1980.
Ese pasaje tuvo tres coproducciones con Brasil, y otros títulos ambientados en Paraguay, con actores paraguayos. Hasta que en 1989, Hugo Gamarra realizó El secreto de la señora, la primera miniserie de la TV paraguaya, que tuvo su versión de largometraje, aunque nunca se estrenó en cines.

### Cortometrajes
Desde la llegada del video en la década de los 80, el cortometraje tuvo un intenso desarrollo, que se extendió hasta los 90. Entre los primeros cortos paraguayos de ficción se encuentra El Guajhú (1975), de Annick Sanjurjor. También a mediados de los 60 surge el grupo Cine Arte experimental, impulsado por Carlos Saguier, Jesús Ruiz Nestosa y Antonio Pecci, con varias realizaciones importantes.
En la década de los 80, Juan Carlos Maneglia (director de 7 cajas), con una visión muy particular y manipulando el VHS empieza a asombrar a todos con cortos de una calidad y relato increíbles: Presos, Espejos, Bocetos, Todos conocemos el final son algunos títulos. Con Tana Schémbori realizaron la trilogía La clase de órgano (1990), Artefacto de primera necesidad (1995) y Amor basura (2000), todos con repercusión internacional. Luego vinieron más cortos: Say Yes, Extraños vecinos, Horno Ardiente, Tercer Timbre.
En la década de los 90, Arami Ullón realizó dos cortometrajes entre los cuales se destacó Ausencia de un nombre propio (1998).
Otros cortos destacados son: Ahendu nde sapukai (2008), de Pablo Lamar; Karai Norte (2009), de Marcelo Martinessi, ganador de una veintena de premios internacionales; Calle Última (2011), de Marcelo Martinessi; Viento Sur (2011), de Paz Encina; Isla Alta (2012), de Federico Adorno; Trinidad (2011) de Sergio Colmán Meixner y Andrea Gandolfo, primer cortometraje de terror paraguayo seleccionado en varios festivales dentro del circuito del género.

### El festival
En la década de 1990 resaltaron las coproducciones fílmicas Miss Ameriguá (1994, Suecia, Chile), dirigida por el chileno Luis R. Vera, y El toque del oboe (1998, Brasil), del brasileño Cláudio MacDowell.
En tanto, como producciones paraguayas figuran De paso por la vida (1996), de Carlos Benegas, y el documental protagonizado por Augusto Roa Bastos, El portón de los sueños (1998), de Hugo Gamarra y la Fundación Cinemateca del Paraguay; ambas hechas en video.
No obstante, esa década tuvo un relevante crecimiento con la producción de cortometrajes en video, coincidiendo con la proliferación de videoclubes y surgió el Festival Cinematográfico Internacional de Asunción (1990-1998), fundado y dirigido por Hugo Gamarra.
El evento (que tras una interrupción volvió en 2001 con el nombre Festival Internacional de Cine, Arte y Cultura - Paraguay, y en 2015 celebra su edición 24) fue esencial para formar un público cinéfilo con la difusión del cine internacional, e impulsar un espacio para futuros realizadores.
De hecho, en el marco de este festival, Juan Carlos Maneglia (director de 7 cajas) fue premiado por su corto La clase de órgano, en 1990.
Como antecedentes, el primer festival de videos se hizo en mayo de 1987 en el Centro Cultural de España Juan de Salazar. También la revista New Magazine Video organizó tres muestras competitivas en el Centro Cultural Paraguayo Americano.
Se destaca también la realización de la primera muestra de cine paraguayo en Brasil denominado «Made in Paraguay» en el año 2014 organizado por Boulevart Films, en las ciudades de San Pablo y Río de Janeiro, además de la réplica del mismo en el Festival de la Frontera en la ciudad de Bage, donde los curadores fueron Carlos Cáceres Ferreira (Paraguay) y Marcelo Engster (Brasil).

### Los soportes
Luego de Cerro Corá (1978), solo hubo un largometraje que volvió a tener un director paraguayo y que se haya grabado en el clásico formato de 35 milímetros: Hamaca paraguaya (2006), de Paz Encina, que compartió créditos de coproducción con Argentina, Francia y Países Bajos.
Por demás, el desarrollo y crecimiento del audiovisual paraguayo se basó principalmente en video y digital. Con la excepción del corto Karai Norte (2009), de Marcelo Martinessi, sobre un cuento ambientado en la Guerra Civil de 1947.
También 7 cajas se encargó de inaugurar la llegada del cine digital de alta definición, al grabarse íntegramente, a comienzos del 2010, con una cámara Canon EOS-1D Mark IV.
Al año siguiente, Libertad de Gustavo Delgado grabó con el mismo formato, empleando una cámara Red One y se convierte en la primera película paraguaya en estrenarse en HD (alta definición).
Luego, en 2012, el consagrado actor Arnaldo André hace lo propio con su debut como director, Lectura según Justino, optando por una cámara Arri Alexa.
Producciones como Costa Dulce (Canon EOS 5D Mark II), de Enrique Collar, o el rodaje de Mangoré, por amor al arte (Red Epic-M y Red Scarlet-X), de Luis R. Vera, reafirman esta nueva era digital en el cine nacional.

### Los premios
En 1997, Los Pioneros una película de Fabián Martínez y Dario González Palacios sobre el primer rally del Chaco se alzó con el primer premio en el Oklahoma International Film and Drama Fest, en los Estados Unidos, convirtiéndose en la primera película paraguaya en ganar un festival de cine en Estados Unidos de Norteamérica. https://www.abc.com.py/tag/los-pioneros/
En enero de 2005, O Amigo Dunor (2005), de José Eduardo Alcázar, fue estrenado en el Festival Internacional de Cine de Róterdam y posteriormente nominado al Tiger Award junto a Ilya Andreevich Khrzhanovsky. 
En mayo de 2006, Hamaca paraguaya (2006), de Paz Encina, se coronó con el premio Fipresci de la crítica internacional, en la sección Una cierta mirada del Festival de Cannes. De por sí, la ópera prima de Paz Encina, y O Amigo Dunor de José Eduardo Alcázar, se convirtieron en las primeras películas paraguayas en ser galardonadas en un festival de categoría A. 
Hamaca paraguaya, coproducción con Argentina, Francia y Países Bajos, acumuló una docena de trofeos, incluyendo fondos de producción, y logró en 2008 el Premio Luis Buñuel a la mejor película iberoamericana, en el Festival de Cine Iberoamericano de Huelva.
Otra coproducción muy exitosa (compartida con España) fue el documental Cuchillo de palo (2010), de Renate Costa, que obtuvo una veintena de premios, y se estima que fue visto por 300 mil personas en alrededor de un centenar de festivales.
Aparte, Karai Norte (2009), de Marcelo Martinessi, fue la primera producción paraguaya en estrenarse en el Festival de Berlín; y es el corto más premiado, con una veintena de distinciones. Marcelo Martinessi volvió a Berlín con Calle Última (2011), y acumuló otra decena de premios.
En septiembre de 2012, el corto Resistente, de Renate Costa y Salla Sorri, llevó la primera bandera paraguaya al Festival de Venecia, en coproducción con Finlandia y Dinamarca.
En septiembre de 2016, el corto Basybuky de Mónica Ismael llevó el Premio Centro Audiovisual Rosario a la obra más destacada por su valor educativo en el 23.er Festival Internacional de Cine Latinoamericano de Rosario (Argentina).
Actualmente, el cine paraguayo de la última década suma unos 120 premios internacionales, de los cuales 80 corresponden a largometrajes. Entre los filmes galardonados se encuentran: El tiempo nublado (2014, documental), de Arami Ullón, Tierra roja (2006, documental), de Ramiro Gómez; Profesión Cinero (2007, documental), de Hugo Gamarra; 18 cigarrillos y medio (2010), de Marcelo Tolces; Novena (2010), de Enrique Collar; Felipe Canasto (2010), de Darío Cardona; y Tren Paraguay (2011, documental), de Mauricio Rial Banti.
Nuevamente, 7 cajas requiere una mención especial: en septiembre de 2011 se dio su debut internacional al conquistar el Premio Cine en Construcción, en el Festival de San Sebastián (España).
El tiempo nublado acumula seis galardones internacionales, siendo el más importante el premio a la mejor ópera prima «Regard Neuf» en el prestigioso festival de documentales, Visions Du Réel. Esta película fue la primera en representar a Paraguay en un festival «clase A› en una competencia internacional.
7 cajas, tras su estreno en Paraguay, en agosto de 2012, se lanzó en el Festival Internacional de Cine de Toronto, siendo la primera película paraguaya en esa competencia.
7 cajas también se convirtió, en 2013, en la primera película paraguaya de suspenso en pugnar por los Premios Goya del cine español, y en estrenarse comercialmente en España, donde recaudó 200 mil dólares en seis semanas. Fue considerada para los Globos de Oro, y no pudo postularse al Óscar, debido a que Paraguay no contaba con la experiencia de una academia de cine. La obra de Maneglia-Schémbori, en su primer año de lanzamiento, ganó 18 galardones en festivales alrededor del planeta.

## Formación profesional

### Carreras de cine
Desde el año 2013 existen tres universidades y un instituto profesional que ofrecen las carreras de Cinematografía y de Comunicación Audiovisual en Paraguay.
Entre las pioneras del campo se encuentra el Instituto Profesional de Artes y Ciencias de la Comunicación (IPAC), creada en 1990, y que desde 2001 incluye carreras relacionadas con el cine.
En el 2013 se habilita la primera Licenciatura en Cinematografía del Paraguay en la Universidad Columbia del Paraguay, creada por el cineasta Sergio Colmán Meixner.
La Universidad Americana desde el año 2017 ha impulsado la Carrera de Comunicación Audiovisual con énfasis en cinematografía.
La Universidad Autónoma de Asunción otorga el título de Licenciado en Comunicación Audiovisual, tras cuatro años de carrera. En diciembre de 2014 se realizó la primera Semana del Audiovisual de la UAA.
Desde 2011, la Universidad del Pacífico otorga el título de Licenciado en Artes y Ciencias de la Comunicación, con cinco años de carrera. En 2013, esta facultad inauguró su estudio de televisión y fotografía. Anualmente se organiza la Expo de Diseño Gráfico y Comunicación Audiovisual.
Desde el año 2015, hay una sede de la Escuela Nacional de Experimentación y Realización Cinematográfica (ENERC) dependiente del Instituto Nacional de Cine y Artes Audiovisuales de Argentina (INCAA) en la provincia de Formosa, lindante con el Paraguay. Esta escuela acepta estudiantes paraguayos y es libre y gratuita. Su título es de Realización Cinematográfica Integral, es de carácter polivalente durante los dos años de cursada y en la especialidad asignada en el tercer año en que se desarrolla la tesis de graduación.

### Carreras de actuación
En 2009, los directores de 7 cajas, Juan Carlos Maneglia y Tana Schémbori crearon el Taller Integral de Actuación (TIA), que otorga el título de Actor/Actriz Integral de Teatro y Audiovisual, tras tres años de carrera. Anualmente, los alumnos presentan cortometrajes como trabajos finales, que son dirigidos por Juan Carlos Maneglia y Tana Schémbori.
Otra destacada escuela de actuación es el Estudio del Centro de Investigación y Divulgación Teatral, creada en 1999 por Agustín Núñez. Además de formación teatral, El Estudio ofrece la Carrera de Actuación para Cine y TV.
Reconocido por la versión teatral de Yo, El Supremo de 1991, basada en la novela homónima del escritor paraguayo Augusto Roa Bastos; Agustín Núñez dirigió las miniseries La disputa (1990) y La Herencia de Caín (2010); el cortometraje Kuña pyporé (2013); y los largometrajes Eso que llaman amor (2012), El 8 día (2013) y Tiempos cruzados (2014), como tesis finales de los alumnos de El Estudio.
El Estudio también produjo la película Muerte en funeral (2014), adaptada y dirigida por Jerónimo Buman; y prepara la web-serie El Mirador, bajo la dirección general de Agustín Núñez y la realización de Onchi Ortiz, que se desarrollará en siete capítulos breves, de aproximadamente tres minutos de duración.

### Literatura
La escasa producción literaria del cine paraguayo incluye el libro Mis Reflexiones sobre el guion cinematográfico - Y el guion de la película Hijo de hombre, del destacado escritor paraguayo Augusto Roa Bastos, publicado originalmente en 1993, por RP Ediciones, Fundación Cinemateca y Archivo Visual del Paraguay en Asunción. En 2008, el libro fue reeditado por la editorial Servilibro, Fundación Augusto Roa Bastos y Fundación Cinemateca del Paraguay.
En noviembre de 2011 fue presentando en España, el Diccionario del Cine Iberoamericano. España, Portugal y América, en cuatro volúmenes, una obra auspiciada por la Sociedad General de Autores y Editores (SGAE), y la Fundación Autor. La enciclopedia, disponible en el Centro Cultural de España «Juan de Salazar» en Asunción, incluye una capítulo dedicado a Paraguay, elaborado por el realizador Hugo Gamarra.
El apartado del diccionado sobre Paraguay incluye los tópicos: El cine oficialista, con la cadena de radiodifusión oficial, fue parte del sostén del régimen de 35 años, el Noticiero Nacional, largometraje 'Cerro Corá', cortometrajes; Talleres y núcleos de cine independiente, entre años 60 y 70: Taller Universitario de Cine, Taller Instituto de Cine para la Infancia y la Juventud, Cine Arte Experimental; Extranjeros con incidencia en el cine paraguayo, directores, distribuidores, y educadores; y Cinematecas, cine clubes y festivales, años '60 a la actualidad.
En mayo de 2014 fue publicado el primer libro de guiones, con las obras ganadoras del primer Concurso de Guion Roa Cinero (2013), realizado por la Fundación Augusto Roa Bastos y la Fundación Cinemateca del Paraguay. En el material se encuentran Soñé por mi hijo, de Bruno Almada, que obtuvo el primer puesto; Manuscrito, de Javier Viveros (en que se basa el proyecto El Supremo Manuscrito, de Jorge Díaz de Bedoya); Vestida así, de Eliana María González, y Póra, de Luis Armando Giménez.
En junio de 2015 se presentó el libro Cincuenta años de cine en el Paraguay: personas, lugares, sucesos, del docente y cinematógrafo Richard Baddouh.
- Mis Reflexiones sobre el guion cinematográfico - Y el guion de la película Hijo de hombre (2008, reedición de 1993), de Augusto Roa Bastos.
- Diccionario del Cine Iberoamericano. España, Portugal y América (2011, España), capítulo Paraguay, de Hugo Gamarra.
- Primer Concurso de Guión Roa Cinero (2014), de Fundación Augusto Roa Bastos y la Fundación Cinemateca del Paraguay
- Cincuenta años de cine en el Paraguay: personas, lugares, sucesos (2015), de Richard Baddouh.
- Manual de cine de género: Cómo hacer cine de género en América Latina (2015, Argentina), capítulos sobre '7 cajas', por Juan Carlos Maneglia y Tana Schémbori, y 'Gritos del Monday', por David Miranda.
- La cámara sin ley: "Hamaca paraguaya" y la refundación globalizada del cine guaraní (2015), de Alejo Magariños (Brasil/Argentina).
- La sangre y la semilla. Un tesoro recuperado (2017), de Hugo Gamarra Etcheverry.
- Hablemos de cine. (Antología) Volumen I (2017), de Isaac León Frías (Perú), capítulo '¡El cine paraguayo existe!' (1972).
- Por lo que usted y yo sabemos (2018), autobiografía de Arnaldo André.

## Entidades y gremios
Desde 1990, se realiza el Festival Internacional de Cine Arte y Cultura - Paraguay, creado y dirigido por Hugo Gamarra, con apoyo de la Fundación Cinemateca del Paraguay.
También la Sociedad Cultural de Coronel Oviedo realiza el Concurso Nacional de Cortometrajes, desde 2005; y el Concurso de Cortos Caacupé entrega los Premios Arasá, desde 2014, organizado por Puppa Productora.
Además de la Dirección Nacional del Audiovisual, de la Secretaría Nacional de Cultura; existen las entidades: Organización de Profesionales del Audiovisual Paraguayo (OPRAP), fundada en 1994 y que desde 2012 organiza el Congreso Nacional Audiovisual - Tesape; Cámara Paraguaya de Empresas Productoras de Cine y Televisión (CAMPRO), la Asociación de Documentalistas del Paraguay DOCPY; Asociación de Guionistas del Paraguay KUATIA; Asociación de Compositores de Músicas para Películas ACOMA; Unión del Actores del Paraguay UAP;  Inter Artis Paraguay, Egeda Paraguay, Archivo Audiovisual y Fotográfico del Paraguay (AAFP), Academia de Artes y Ciencias Cinematográficas del Paraguay, Casa de las Artes Visuales Ignacio Nuñez Soler, Dirección Nacional de Propiedad Intelectual (DINAPI).
El Centro de Documentación Audiovisual dependiente de la Facultad de Estudios de Postgrado de la Universidad del Norte, registra desde su creación en el año 2007, la realidad nacional y de la universidad a través de un archivo único en el país de más de 39.000 grabaciones en vídeo, debidamente documentadas y disponibles para distintos fines de índole educativo y cultural. También, posee derechos escritos de películas y documentos cinematográficos nacionales hallados alrededor del mundo. De dicho archivo, se destaca la Colección Juan Max Boettner, con más de tres horas de filmaciones de Paraguay durante la década de los años 30 y 40.
Desde marzo de 2015 se conformó una Mesa Multisectorial del Audiovisual del Paraguay, que se reúne los martes por la mañana en la Casa de las Artes Visuales Ignacio Nuñez Soler, y en otros sedes; y que aglutina a importantes referentes del cine paraguayo, y de los principales gremios civiles y entidades públicas. La Mesa Multisectorial viene impulsando la creación de una Comisión Fílmica de Asunción (Cofilma), la redacción de una Ley Nacional de Cine y de una Ley de Fomento al Cine, así como acuerdos estratégicos de coproducción internacional, la realización del Congreso Nacional Audiovisual Tesape - Naranjaité, seminarios de cine, calendarización de estrenos, y participación del cine paraguayo en festivales, entre otros temas.

## Compañías productoras
Algunas de las principales productoras de cine en Paraguay son Synchro Image, de los realizadores Jerónimo Buman y Richard Careaga; reconocida principalmente como una de las empresas que produjo el éxito 7 cajas, de Juan Carlos Maneglia y Tana Schémbori.
Junto a Synchro Image, 7 cajas fue financiada por la productora Maneglia Schémbori Realizadores, fundada en 1997 por Juan Carlos Maneglia y Tana Schémbori, y que tiene también como directores a Jerónimo Buman, Eduardo Mora y Javier Facciuto.
La productora Gabriela Sabaté, a través de Sabaté Films, es una referente detrás de importantes títulos del cine paraguayo, como Karai Norte (2009), de Marcelo Martinessi; Hamaca paraguaya (2006), de Paz Encina; Esperanza (2013) del español Enrique Carballido y la francesa Sylvie Moreaux; Lectura según Justino (2013) de Arnaldo André, y Luna de Cigarras (2014) de Jorge Díaz de Bedoya (como productora asociada). Entre sus próximos proyectos se encuentran La última tierra de Pablo Lamar, Los deudos de Arnaldo André, y Matar a un muerto de Hugo Giménez.
Luna de Cigarras (2014) de Jorge Díaz de Bedoya es la primera producción de Oima Films, creada por Gaspar Zaldívar, Héctor Duarte y Rodrigo Salomón.
Otra novel productora, Puatarará Films, en manos de Osvaldo Ortiz Faiman y Sebastián Peña Escobar, está asociada a las coproducciones El tiempo nublado (2014) de Arami Ullón; Chicas Nuevas 24 horas (2015) de Mabel Lozano, y Guaraní (2016) de Luis Zorraquín.
Antagonista es la productora de los hermanos Luis A. Aguirre y Esteban Aguirre, responsable de los largometrajes Minotauro (2008), Universo servilleta (2010) y Un Revolber en la Chaca (2012).
La Trilogía Paraguaya de Enrique Collar (radicado en Holanda), que componen los largometrajes Miramenometokei (2002), Novena (2010) y Costa Dulce (2013); tiene el soporte de AreachikaCine.
La productora comunitaria Arraigo Expresión Audiovisual respalda documentales y cortometrajes dirigidos por Miguel Agüero, como  Entrevista a un clandestino (2006), Guaikuru Ñemonde (2007),  Kambuchi (2008), Circo pe (2009), Kuña Kamba (2010), Mita’i (2011), Caramelomi (2014), Antolina (2014), y el largometraje de ficción Angelito, aún sin terminar.
Entre las productoras de cine se encuentra SM realizaciones del cineasta Carlos Cáceres Ferreira, con largos documentales como Ka'akupe (2017) y Estacioneros (2015) con mención honrosa en el ámbito internacional del patrimonio cultural inmaterial por Crespial de la Unesco, además la productora se ha involucrado con varios proyectos de cortos de ficción entre los cuales destaca el cortometraje Con olor a mandarina de Sandra Da Silva basado en la trágica historia de Felicita la niña de las mandarinas de la ciudad de Yaguarón. Otro corto destacado realizado por la productora fue O mano ha ro manó avei (Se muere y nos morimos también) basado en la problemática del lago Ypacarai y dicho corto fue seleccionado por el festival We are Water (2014).  
Otra productora posicionada en el ámbito local es Goia Group de Mario Goia, quien con la exitosa película apta para todo público Truenos se ganó el respeto del mercado. 
La productora independiente Sui Motion Films, estrenó en noviembre de 2022 el largometraje de ficción Lucette bajo la dirección de Mburucuyá Fleitas y Oscar Ayala Paciello. La misma productora estrenó en el mismo año en un canal de TV abierta la miniserie biográfica de ficción del grupo Qmbia Juan.

## Fondos estatales
Después del apoyo financiero del gobierno de Alfredo Stroessner, a través del Ministerio de Hacienda, para la realización de Cerro Corá (1978) –cuyo presupuesto se estima en alrededor de 600.000 dólares; unos 2.177.000 de dólares al cambio actual-; en las siguientes tres décadas, el cine paraguayo se ha financiado principalmente con fondos propios de sus realizadores y productores, y con fondos europeos, a través de coproducciones.
Por mencionar, el Hubert Bals Fund del Festival Internacional de Cine de Róterdam ha contribuido en diferentes procesos de producciones como Hamaca Paraguaya (2006) y Ejercicios de memoria”, de Paz Encina; O amigo Dunor (Brasil-Paraguay, 2005), de José Eduardo Alcázar; 18 cigarrillos y medio (2010, coproducción con España y México), de Marcelo Tolces; La última tierra de Pablo Lamar; Insular”, de Federico Adorno; y, recientemente el Desarrollo de Guion de Matar a un muerto de Hugo Giménez.
Hasta el año 2015, Paraguay no contaba con un Instituto de Cine, ni Ley de Cine, ni Ley de Fomento al Cine. Desde hace poco más de una década, las últimas producciones nacionales acceden a aportes estatales a través del Fondo Nacional para la Cultura y las Artes (Fondec), creado en 1998. Esta entidad otorga, a través de convocatorias públicas y el veredicto de un consejo fijo de cuatro miembros, hasta 20.000 dólares para filmes de ficción o documentales, y casi 10.000 dólares para cortometrajes. Para el rubro está destinado un mínimo de 90.000 dólares, que equivale al 10% del presupuesto general del ente. En el año 2014, Fondec entregó 156.000 dólares a la producción audiovisual.
El gobierno paraguayo aporta también, a través de la Secretaría Nacional de Cultura (SNC), a los programas de Ibermedia y DocTV Latinoamérica. Anualmente, se aporta 100.000 dólares a Ibermedia, y como contrapartida recibe una ayuda de hasta 600.000 dólares. En DocTV, el Estado aporta 20.000 dólares y recibe como contrapartida 70.000 dólares.
La Secretaría Nacional de Cultura recibe además, cada año, en consideración, proyectos audiovisuales dentro de sus Fondos de Cultura, dotados de 240.000 dólares. En 2014, por primera vez, la Secretaría Nacional de Cultura concedió un fondo de 100.000 dólares, por pedido de la Cámara de Diputados, a la película Gritos del Monday.
Varias producciones se han beneficiado también con aportes directos concedidos por el Centro Cultural de la República El Cabildo, del Congreso Nacional, como fue el caso de Mangoré, por amor al arte”, que en 2013 recibió 200.000 dólares; para un presupuesto estimado en 1.300.000 de dólares.
Otros 346.000 dólares deberían aportarse por el Fondo Municipal de Desarrollo Cinematográfico de Asunción (Fodecica), creado en 2006, e inactivo tras dos convocatorias. Este fondo representa para el sector un aporte de 146.000 dólares, más un estimado de 200.000 dólares, procedente de tributos de las salas de cine, del 5% por ticket. En 2015 se presentó un proyecto para modificar el Fodecica, y crear en su lugar a la Comisión Fílmica de Asunción (Cofilma).
Producciones como 7 cajas, Hamaca paraguaya y Luna de cigarras alcanzaron presupuestos estimados en alrededor de 650.000 dólares.

## Ley de cine
El 12 de octubre de 2017, la Cámara de Senadores del Congreso Nacional aprobó con media sanción el proyecto de Ley de Fomento Audiovisual, que establece la creación del Instituto Nacional del Audiovisual Paraguayo (INAP) como órgano regulador, dependiente de la Secretaría Nacional de Cultura (SNC), a través de la conformación de un Consejo Nacional del Audiovisual; además de la creación del Fondo Nacional del Audiovisual (Fonap). El documento pasa a la Cámara de Diputados, y luego al Poder Ejecutivo.
El 11 de abril de 2018, la Cámara de Diputados aprobó por unanimidad el proyecto de ley, con modificaciones propuestas por el sector y consensuadas con la Secretaría Nacional de Cultura, y acompañadas por SET (Subsecretaría de Estado de Tributación - Ministerio de Hacienda), Secretaría Nacional de Tecnologías de la Información y Comunicación - SENATICs, y el Banco Central del Paraguay para posibilitar recursos adecuados para el INAP y el Fondo de Fomento al Audiovisual; el proyecto volvió al Senado.
El 7 de junio de 2018, el Senado aprobó el proyecto de ley, con las modificaciones introducidas por la Cámara de Diputados.
El Poder Ejecutivo promulgó la Ley N° 6.106 “De Fomento al Audiovisual”, el 5 de julio de 2018, estableciendo esa fecha como “Día del Cine y del Audiovisual Paraguayo”, de acuerdo al artículo 18 del mismo. El 4 de junio de 2019, representantes de la Mesa Multisectorial entregaron la reglamentación de la Ley al Ministro de la Secretaría Nacional de Cultura.

## Taquilla del cine paraguayo
| Película                          | Género            | Presupuesto   | Estreno    | Semanas | Tickets | Recaudación       |  |
| --------------------------------- | ----------------- | ------------- | ---------- | ------- | ------- | ----------------- |  |
| 7 cajas                           | Acción            | USD 650.000   | 10/08/2012 | 41      | 280193  | Gs. 5.393.419.011 |  |
| Los Buscadores                    | Aventura, comedia | USD 1.000.000 | 07/09/2017 | 15      | 137637  |                   |  |
| Leal, solo hay una forma de vivir | Acción            | USD 450.000   | 02/08/2018 | 16      | 94481   |                   |  |
| Morgue                            | Terror            | USD 65.000    | 22/08/2019 | 12      | 58754   |                   |  |
| Libertad                          | Drama             | USD 900.000   | 11/05/2012 | 11      | 36808   |                   |  |
| Gritos del Monday                 | Terror            | USD 115.000   | 01/04/2016 | 8       | 32409   | Gs. 770.640.000   |  |
| Luna de cigarras                  | Comedia           | USD 700.000   | 17/10/2014 | 8       | 27534   | Gs. 724.680.000   |  |
| María Escobar                     | Drama, romance    |               | 2002       |         | 25000   |                   |  |
| Truenos                           | Drama             | USD 70.000    | 19/01/2017 | 3       | 23340   | Gs. 508.179.500   |  |
| Orsai                             | Comedia romántica | USD 250.000   | 15/08/2019 | 10      | 17402   |                   |  |
| Las herederas                     | Drama             | USD 700.000   | 05/04/2018 | 6       | 14130   |                   |  |
| Paraguay, droga y banana          | Documental        | USD 19.500    | 15/09/2016 | 8       | 12497   | Gs. 368.036.000   |  |
| El secuestro                      | Acción            |               | 06/10/2016 | 5       | 11664   |                   |  |
| Mangoré, por amor al arte         | Drama             | USD 1.500.000 | 21/08/2015 | 5       | 11096   | Gs. 279.950.000   |  |
| Lectura según Justino             | Drama             | USD 600.000   | 10/05/2013 | 11      | 10717   | Gs. 294.075.000   |  |
| La redención                      | Drama, historia   | USD 150.000   | 31/05/2018 | 4       | 10037   |                   |  |
| Che pycasumi                      | Drama, romance    |               | 2011       |         | 8500    |                   |  |
| Cuchillo de palo                  | Documental        |               | 2010       |         | 6000    |                   |  |
| Oscuridad                         | Cortos, terror    |               | 21/03/2019 |         | 5650    |                   |  |
| Hamaca paraguaya                  | Drama             |               | 2006       |         | 5000    |                   |  |
| Guaraní                           | Drama             | USD 350.000   | 01/09/2016 | 5       | 4855    | Gs. 120.230.000   |  |
| La chiperita                      | Comedia           | USD 90.000    | 25/09/2015 | 6       | 4647    | Gs. 114.295.000   |  |
| Felices los que lloran            | Drama             | USD 400.000   | 14/08/2015 | 7       | 4591    | Gs. 121.830.000   |  |
| Hospital de pobres                | Drama, suspenso   | USD 100.000   | 01/03/2018 | 4       | 4032    |                   |  |
| Universo servilleta               | Drama, comedia    |               | 2010       |         | 4000    |                   |  |
| El supremo manuscrito             | Drama, suspenso   | USD 500.000   | 10/10/2019 | 7       | 3913    |                   |  |
| Miramenometokei                   | Drama             |               | 2002       |         | 3000    |                   |  |
| Latas vacías                      | Suspenso          | USD 4.300     | 10/10/2014 | 4       | 2472    | Gs. 50.585.000    |  |
| Ore Ru                            | Documental        |               | 25/12/2015 | 4       | 1779    | Gs. 45.960.000    |  |
| Fin de la línea                   | Acción            |               | 06/11/2013 | 7       | 1540    |                   |  |
| El tiempo nublado                 | Documental        |               | 31/07/2015 | 4       | 1507    | Gs. 30.795.000    |  |
| Sin salida (No way out)           | Acción            | USD 5.000.000 | 25/12/2015 | 2       | 1407    | Gs. 35.920.000    |  |
| Landfill Harmonic                 | Documental        | USD 2.000.000 | 18/08/2016 | 3       | 1348    | Gs. 33.862.000    |  |
| Cadete Amarilla, mi hijo          | Documental        |               | 12/09/2019 | 2       | 710     |                   |  |
| Pecado original                   | Comedia           |               | 19/09/2019 | 3       | 517     |                   |  |
| Un Revolber en la Chaca           | Documental        |               | 30/11/2012 | 2       | 301     |                   |  |
| La última tierra                  | Drama             | € 300.000     | 08/09/2016 | 1       | 275     | Gs. 5.500.000     |  |
| Esperanza                         | Documental        |               | 08/11/2013 | 2       | 239     |                   |  |
| Chicas nuevas 24 horas            | Documental        |               | 20/11/2015 | 1       | 112     | Gs. 2.995.000     |  |
| Costa Dulce                       | Drama             |               | 01/11/2014 | 1       | 48      | Gs. 960.000       |  |
| El billete                        | Drama             |               | 30/11/2013 | 1       | 24      |                   |  |
| Novena                            | Drama             |               | 01/11/2014 | 1       | 17      | Gs. 340.000       |  |
| Lucette                           | Suspenso          | USD 165.000   | 3/11/2022  | 12      | 2500    | 87.500.000        |  |

Fuente: Ultracine.com